# Kusovai
Kusovai es un personaje del mundo ficticio de Halo.

## Historia
Kusovai era un Oficial Spec Ops Elite. Conocido por su enorme destreza usando la espada energética. 
Su primera aparición es en un duelo de práctica con Rtas 'Vadum, donde le causa heridas menores. Luego aborda junto con él y un grupo de Spec Ops Elite la nave Infinite Succor que ha sido atacada, sin saber que han sido los Flood (Halo). después de atravesar una zona de cacería infestada por los Flood, pues Infinite Succor era una nave que suplía de alimento a la flota, y llegar al centro de control, Rtas 'Vadum ordena que se separen, Kusovai y 4 Elites y Rtas 'Vadum y otros cuatro. Kusovai es infectado por los Flood. Encuentra a Rtas 'Vadum en el centro de mando de la nave y pelean, aunque Kusovai estaba infectado, aún tenía la gran habilidad con la espada energética y logra cortar la mandíbula izquierda a Rtas 'Vadum, aunque luego es asesinado por éste.